# NGC 5625-1
NGC 5625-1 (другие обозначения — MCG 7-30-13, ZWG 220.17, VV 25, ARP 50, PGC 51592) — галактика в созвездии Волопас.
Этот объект входит в число перечисленных в оригинальной редакции «Нового общего каталога».